# Lex Britannia
Lex Britannia är en lagändring i Medbestämmandelagen (MBL) till följd av Britanniadomen.
Lagen ger facklig organisation rätt att kräva anslutning till svenskt kollektivavtal av företag som är tillfälligt verksamma i Sverige, även om företaget ingått kollektivavtal i sitt hemland. 
EG-domstolen beslöt den 18 december 2007 att Lex Britannia strider mot EU:s lag om fri rörlighet för arbetstagare. Det skedde i målet mellan Laval un Partneri Ltd mot Svenska Byggnadsarbetareförbundet med flera (läs mer: Vaxholmskonflikten). I sitt pressmeddelande skrev EG-domstolen sammanfattningsvis:
| ”                                | Domstolar prövar huruvida det är förenligt med Gemenskapsrätten att en facklig organisation vidtar fackliga stridsåtgärder för att försöka förmå ett utländskt tjänsteföretag att inleda förhandlingar om löner och att ansluta sig till ett kollektivavtal. Sådana stridsåtgärder, i form av en blockad av byggarbetsplatser, utgör en restriktion för friheten att tillhandahålla tjänster som i förevarande fall inte är motiverad utifrån allmänintresset att skydda arbetstagarna. | „ |
| – Domstolens dom i mål C-341/05, | |   |